# Jim Krueger
Pour les articles homonymes, voir Krueger.
 (mai 2022).
Si vous disposez d'ouvrages ou d'articles de référence ou si vous connaissez des sites web de qualité traitant du thème abordé ici, merci de compléter l'article en donnant les références utiles à sa vérifiabilité et en les liant à la section « Notes et références ».
Jim Krueger est un romancier, scénariste de comics et cinéaste américain. Il possède sa propre maison d'édition 26 Soldiers.
Le magazine spécialisé Wizard le considère comme « l'un des l'un des dix meilleurs scénaristes dans l'industrie du comic ».

## Carrière

### Cinéma
Le premier court métrage de Krueger, They Might Be Dragons, qu'il a écrit, réalisé et produit remporte le prix "Best In Class" à l'université de New York, un prix du meilleur court métrage à la New York International Independent Film and Video Festival, et un SILVER du festival de Crested Butte.  Krueger a aussi écrit le scénario du jeu Mortal Kombat: Shaolin Monks qui a remporté le Satellite Award pour le meilleur jeu d'action/aventure.

### Comics
Krueger remporte un Eisner Award du meilleur roman graphique pour Justice coécrit avec Alex Ross et publié par DC Comics.
Krueger a été directeur artistique chez Marvel Comics avant de devenir un auteur indépendant.
Ses travaux personnels sont :  The Foot Soldiers, Alphabet Supes, The Clock Maker, The Runner,The High Cost of Happily Ever After et The Last Straw Man.
Parmi ses autres travaux on note la trilogie Earth X écrite avec Alex Ross pour  Marvel Comics, ainsi que des épisodes des Vengeurs, X-Men, Star Wars, The Matrix Comics, Micronautes, Galactic et Batman.  Avec Alex Ross il a aussi coécrit Avengers/Invaders, Project Superpowers et Dynamite Press.
Krueger a aussi fondé sa propre maison d'édition : 26 Soldiers.

## Prix et récompenses
- 2010 : Prix Eisner du meilleur recueil pour Absolute Justice (avec Alex Ross et Doug Braithwaite)